# Alfons Puelinckx
Alfons Hendrik Puelinckx (Vilvoorde, 26 februari 1937) is een Belgisch advocaat.

## Levensloop
Als advocaat maakte Alfons Puelinckx carrière in internationale handelsgeschillen. Hij trad op als raadsman voor onder meer Irak en Syrië. Ook was hij lid van de arbitragepool van de Internationale Kamer van Koophandel in Parijs. Hij was partner van Puelinckx, Linden, Grolig & Uyttersprot in Brussel.
In 1998 werd hij voor zijn betrokkenheid in het Agustaschandaal veroordeeld voor actieve corruptie, valsheid in geschrifte en gebruik van valse stukken. Via de Syrische zakenman Mohammed Mamoun Bashi kwam hij in contact met Agusta en Dassault. Via hem liet Agusta weten bereid zijn sponsorgeld aan de SP te betalen in ruil voor het toekennen van een contract, waarbij de Luchtcomponent van Defensie 46 gevechtshelikopters aankocht.
Puelinckx kocht in 1984 de voormalige woning van Albert Thys in Grimbergen. Hij is getrouwd met Maria (Mieke) Coene, rechtsgeleerde en emeritus hoogleraar aan de UFSIA.